# Oravské Veselé
Oravské Veselé je naseljeno mjesto u okrugu Námestovo u Žilinskom kraju u Slovačkoj.

## Stanovništvo
| Godina:     | 1993. | 2003.    | 2013.   | 2023.   |
| ----------- | ----- | -------- | ------- | ------- |
| Broj ljudi: | 2389  | 2712     | 2884    | 3064    |
| Razlika:    |       | +13,52 % | +6,34 % | +6,24 % |

| Godina:     | 2022. | 2023.   |
| ----------- | ----- | ------- |
| Broj ljudi: | 3060  | 3064    |
| Razlika:    |       | +0,13 % |

Prema podatcima o broju stanovnika iz 2023. godine naselje je imalo 3064 stanovnika.

## Vanjske poveznice
|  | Zajednički poslužitelj ima još gradiva o temi Oravské Veselé |

- Službena stranica naselja (sl.)